# Kenneth Wade
Kenneth Wade FRS (13 de outubro de 1932 — 16 de março de 2014) foi um químico britânico, professor emérito da Universidade de Durham.
Obteve um doutorado na Universidade de Nottingham (1954-1957), primeiro aluno de doutorado de Norman Greenwood.
Foi eleito membro da Royal Society em 1989.